# 悪魔 (映画)
『悪魔』（あくま、原題：Diabel、英題：The Devil）は、1972年にポーランドで制作された映画。18世紀末のポーランドを舞台に、悪魔に魅入られた男の苦悩と悲劇を描く。主人公が悪魔から手渡されたカミソリで家族や隣人を衝動的に殺害していく様は、あまりにも暴力的で、それが故に話題を呼ぶこととなった。

## キャスト
- ボイツェフ・プショニャック
- レシェック・テレシンスキー
- イガ・マイエル

## スタッフ
- 監督：アンジェイ・ズラウスキー
- 脚本：アンジェイ・ズラウスキー
- 製作：ヤン・モチドウォフスキー
- 撮影：マチェイ・キヨフスキー
- 音楽：アレクサンデル・ゴウェンビオフスフキー